# Arachnodes robinsoni
Arachnodes robinsoni är en skalbaggsart som beskrevs av Antoine Boucomont 1937. Arachnodes robinsoni ingår i släktet Arachnodes och familjen bladhorningar. Inga underarter finns listade.